# Császári és Királyi Tengerészeti Repülőhadtest

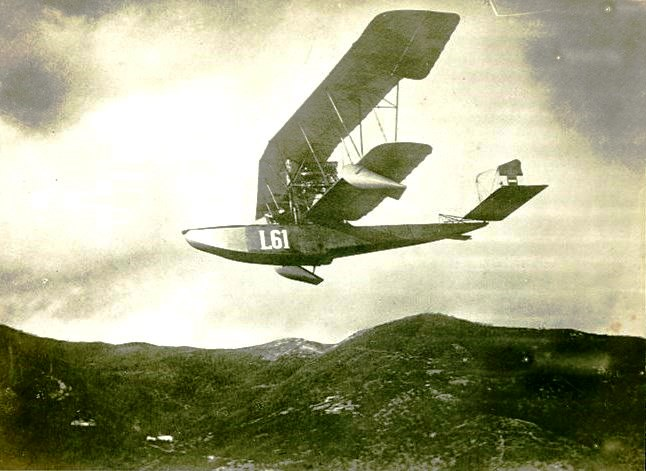
Az osztrák–magyar L-61-es hidroplán a montenegrói Cetinje felett

A Császári és Királyi Tengerészeti Repülőhadtest (németül: Kaiserliche und Königliche Seefliegerkorps) az Osztrák–Magyar Monarchia haditengerészetének légi támogatására felállított fegyverneme volt.

## Története

### Korai története
A Császári és Királyi Haditengerészet kötelékében számos olyan tiszt szolgált aki folyamatosan figyelemmel kísérte a nagyhatalmak haditechnikájának fejlődését és hadseregének változását. Javarészt ezen tiszteknek köszönhető, hogy az 1910-es években a Monarchiában megjelent egy a haditengerészet kötelékén belüli, részleges önállósággal rendelkező, úgynevezett tengerészeti repülő szolgálat iránt való érdeklődés. A hadvezetés ekkor a tengerészeti repülés építésébe fogott. A vezetéshez pilótaigazolvánnyal rendelkező, tapasztalt tengerésztisztekre volt szükség. Első ízben három tengerésztisztet vezényeltek egy bécsújhelyi repülőtanfolyamra, Viktor von Klobucsár, Macuranic Bozidar sorhajóhadnagyokat és Heinrich Huss fregatthadnagyot. Az első magyar pilótaigazolványt szerző tengerésztisztek Mikuleczky Ferenc és Maglics Szilárd sorhajóhadnagyok voltak. Érdekesség, hogy a Monarchia (hidroplánok hiányában) a tengerésztiszteket nem vízi, hanem szárazföldi repülésre készítette fel.
A tisztképzés beindítását követően alkalmas helyet kellett keresni egy tengerészeti repülőállomásnak, amely célra a polai kikötő egyik öblében fekvő Santa Catarina-szigetet jelölték ki.
A repülőtámaszpont felépítését követően a tengerészetnek gépekre volt szüksége, így a tengerésztisztek a vezérkar parancsára hozzáláttak a gépek beszerzésének. A tengerészeti repülés számos külföldi típust rendszeresített és legalább ennyi hazai típust vett lajstromba.

### Az első világháborúban
Az első világháború során a tengerészeti repülés számos bevetésen vett részt. Gyakoriak voltak a felderítési feladatok és számos vízi és földi célpont ellen. Ám számos alkalommal az olasz vadászrepülőkkel és hidroplánokkal vívott küzdelmekre is sor került, amely harcok egyik leghíresebb pilótája Gottfried von Banfield sorhajóhadnagy volt.
A háború utolsó hónapjaiban a tengerészeti repülés létszáma 2400 fő körül ingadozott, akik közül 76 pilóta, 50 megfigyelő, a maradék pedig kiszolgáló személyzet volt. A világháború során a tengerészeti repülők kötelékében 99 pilóta halt hősi halált, 64 pedig fogságba esett. További két pilóta halt meg hadifogságban.
Az első világháború lezárását követően IV. Károly magyar király a Császári és Királyi Haditengerészetet minden hozzá tartozó szervvel és felszereléssel együtt a formálódó Jugoszláv államnak adott, így a tengerészeti repülés megszűnt a Monarchiában.

### Parancsnokai
| Név                    | Rang            | Szolgálat kezdete   | Szolgálat vége      |
| ---------------------- | --------------- | ------------------- | ------------------- |
| Viktor Klobučar        | Sorhajóhadnagy  | ?                   | 1913. augusztus 19. |
| Mikuleczky Ferenc      | Sorhajóhadnagy  | 1914. július 23.    | 1914. szeptember 3. |
| Václav Leopold Woseček | Sorhajóhadnagy  | 1914. szeptember 4. | 1915. május 27.     |
| Hugo Ockermüller       | Sorhajóhadnagy  | 1915. május 28.     | 1915. november 23.  |
| Mikuleczky Ferenc      | Sorhajóhadnagy  | 1915. november 24.  | 1917. július 31.    |
| Bořivoj Zdenko Radoň   | Sorhajókapitány | 1917. augusztus 1.  | 1918. március 27.   |
| Alfons Wünschek        | Sorhajókapitány | 1918. március 28.   | 1918. november 11.  |

## Lásd még
- Császári és Királyi Haditengerészet
- Császári és Királyi Légierő
- Osztrák–Magyar Monarchia